# Інтертитри

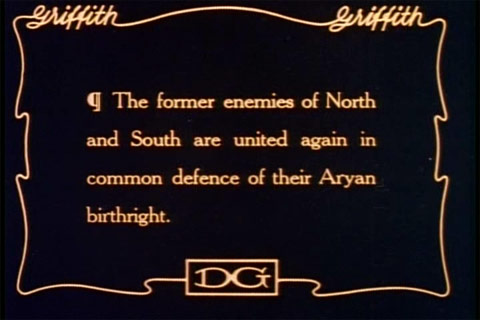
Інтертитри в Народження нації (1915)

Інтерти́три (фр. Intertitre) — спеціальні кадри, що містять більш-менш прикрашений орнаментом текст, діалог або коментар, що вставляється під час монтажу між двома кадрами для роз'яснення сюжетних поворотів або передачі іншої інформації глядачеві. Використовувалися в основному в німому кінематографі.
У перші роки існування кіно інтертитри були поясненнями, а надалі, до появи звуку, — діалогами.